# کی اوشیرو
کی اوشیرو (ژاپنی: 大城 蛍؛ زادهٔ ۱۶ سپتامبر ۲۰۰۰) یک بازیکن فوتبال اهل ژاپن است.
از باشگاه‌هایی که در آن بازی کرده‌است می‌توان به باشگاه فوتبال اوراوا رد دیاموندز، باشگاه فوتبال گاینار توتوری و باشگاه ورزشی یوکوهاما اشاره کرد.